# Lymphadenitis mesenterica
Lymphadenitis mesenterica of mesenteriële adenitis is de ontsteking van de lymfeklieren in de buikholte. Meer bepaald wanneer de lymfeknopen in het mesenterium, een deel van het buikvlies of peritoneum dat de dunne darm omgeeft, ontstoken raken. Hoewel het ziektebeeld in het begin op een acute appendicitis lijkt is de ziekte meestal zelflimiterend en geneest spontaan. Vooral kinderen onder de 15 jaar lijken gevoelig voor deze aandoening.
De aandoening komt ook vaak samen voor met een appendicitis. Wanneer een blindedarmontsteking de oorzaak is van de lymphadenitis mesenterica is een appendectomie en/of antibiotica wel aangewezen om de primaire infectie te behandelen.
Een significant aandeel van patiënten die een appendectomie ondergaan voor een mogelijke appendicitis bleken in werkelijkheid slechts tekenen van niet-selectieve lymphadenitis mesenterica te vertonen.
In ernstige gevallen kunnen empirisch breed spectrum antibiotica gegeven worden maar in de meeste gevallen zijn er geen complicaties en is dit niet nodig.

## Oorzaken
Men is niet zeker wat de exacte oorzaak van deze ziekte is maar men heeft wel reeds veel verschillende mogelijke pathogenen kunnen identificeren. De meest voorkomende is Yersinia enterocolitica. Verder kunnen Escherichia coli, streptokokken, stafylokokken en zelfs virussen zoals coxsackievirus, rubeola, adenovirus en het epstein-barrvirus de ziekteverwekker zijn.
Omdat de ziekte zeer vaak samengaat met een luchtweginfectie is een courante hypothese dat men snot of sputum doorslikt dat besmet is met de micro-organismen die de luchtweginfectie veroorzaakten. Zo kunnen micro-organismen via de lymfevaten van de ingewanden de mesenterische lymfeklieren bereiken en zich daar vermenigvuldigen. Afhankelijk van welke verwekker kan de infectie licht of ernstiger verlopen.
Bij infectie met Yersinia enterocolitica een feco-orale transmissie mogelijk en zijn er gevallen bekend van besmette melk, water of vlees (rauw varkenvlees). Slechts zelden gebeurt er een overdracht van de infectie van persoon tot persoon.

## Mogelijke symptomen
- Buikpijn, voornamelijk in de rechteronderbuik.
- Koorts
- Diarree
- Algemene malaise
- Luchtweginfectie, verkoudheid
- Misselijkheid, overgeven en weinig honger